# Cyclaspis roccatagliatae
Cyclaspis roccatagliatae är en kräftdjursart som beskrevs av Petrescu 1995. Cyclaspis roccatagliatae ingår i släktet Cyclaspis och familjen Bodotriidae. Inga underarter finns listade i Catalogue of Life.